# Kaplica św. Proroka Eliasza w Morzu
Kaplica św. Proroka Eliasza (znana też pod wezwaniem św. Tekli) – prawosławna kaplica cmentarna we wsi Morze. Należy do parafii św. Michała Archanioła w Starym Korninie, w dekanacie Hajnówka diecezji warszawsko-bielskiej Polskiego Autokefalicznego Kościoła Prawosławnego.

## Opis
Pierwsza kaplica cmentarna w Morzu została zbudowana w 1810. Świątynia ta spłonęła w 1941, w czasie walk niemiecko-radzieckich. Obecną kaplicę wzniesiono w 1952. Jest to budowla drewniana, o konstrukcji zrębowej, oszalowana, jednonawowa, z kruchtą. Prezbiterium mniejsze od nawy, zamknięte prostokątnie. Dachy blaszane. Nad nawą wieżyczka z baniastym hełmem.
Kaplicę gruntownie wyremontowano w 1. dekadzie XXI w., m.in. wykonano fundament, oszalowano i pomalowano elewację, wymieniono pokrycie dachów, odnowiono wnętrze, umieszczono nowy ikonostas.
Święta patronalne obchodzone są:
- 2 sierpnia (według starego stylu 20 lipca) – w uroczystość św. Eliasza;
- 7 października (według starego stylu 24 września) – w uroczystość św. Tekli.

Założony w XIX wieku cmentarz ma powierzchnię 0,3 ha.